# Brevistoma hackeri
Brevistoma hackeri är en insektsart som beskrevs av Hölzel 1999. Brevistoma hackeri ingår i släktet Brevistoma och familjen Nemopteridae. Inga underarter finns listade i Catalogue of Life.